# Burgrest Schomburg
Burgrest Schomburg, auch Schloss Schomburg genannt, ist die Ruine einer Höhenburg auf einer 560 m ü. NHN hohen Anhöhe über dem rechten Ufer der Unteren Argen bei dem Ortsteil Schomburg der Stadt Wangen im Allgäu im Landkreis Ravensburg (Baden-Württemberg).
Die Burg wurde um das Jahr 1500 von Ulrich Siber unweit der Schwesteranlage Burg Alt-Schomburg erbaut. Später kam die Burg in den Besitz der Grafen von Montfort, die sie 1754 schlossartig ausbauten. Mit der Herrschaft Schomburg kam die Burganlage 1779 im Zuge des Konkursverfahrens der Grafen von Montfort an das Haus Habsburg.
Ab 1836 wurde die Burg abgebrochen, 1899 ist ein Wirtschaftsgebäude ausgebrannt. Von der ehemaligen Burganlage sind nur noch Fundamentreste erhalten.